# Crash Canyon
Crash Canyon es una serie animada canadiense. Cuenta la historia de la vida de una comunidad en el fondo de un cañón. La familia Wendell está buscando unas vacaciones originales en caravana, pero su viaje termina antes de lo esperado en el fondo de un barranco en Alberta, Canadá. Las paredes del cañón son demasiado altas para escalarlas por lo que no hay manera de salir. Pronto se dan cuenta de que hay toda una comunidad de 25 supervivientes de accidentes anteriores allí abajo. Los dólares no se aceptan y utilizan tees de golf como moneda.

## Personajes

### Wendels
- Norm
- Shella
- Roxy
- Jake
- Vermon

### Butanes
- Sid
- Emily
- Mace
- Slide y Butch

### Manderbelts
- Reginald
- Beverly
- Royce
- Pristine
- Vaughn
- Bjorn

### Otros personajes
- Pete y Carol
- Sarah
- Nallappat y Muñeco
- Frida Domínguez
- Colton Steel y el Mono
- Coma Steve
- Ángel y Brandi Charbonnel
- Stéphanel
- Earl
- Heko
- Viuda y Oso

## Doblaje
| Personaje           | Doblaje original  | Doblaje español               | Doblaje latinoamericano |
| ------------------- | ----------------- | ----------------------------- | ----------------------- |
| Norm Wendell        | Patrick McKenna   | Juan Antonio Arroyo           | Ulises Maynardo Zavala  |
| Sheila Wendell      | Jennifer Irwin    | Amalia Cantarero              | Adriana Casas           |
| Roxy Wendell        | Bryn McAuley      | Sara Polo                     | Maggie Vera             |
| Jake Wendell        | Joanne Vannicola  | Elena Palacios                | Bruno Coronel           |
| Vermon Wendell      |                   |                               | Salvador Reyes          |
| Sid Butane          |                   |                               |                         |
| Emily Butane        | Joanne Vannicola  |                               |                         |
| Mace Butane         |                   |                               |                         |
| Slide Butane        | Gillian Anderson  |                               | Diana Pérez             |
| Butch Butane        | Tarah Consoli     |                               | Gaby Willer             |
| Reginald Manderbelt | Martin Roach      | Manuel Bellido                | Alfonso Ramírez         |
| Beverly Manderbelt  | Marium Carvell    | Yolanda Pérez Segoviano       |                         |
| Royce Manderbelt    |                   |                               |                         |
| Pristine Manderbelt | Jajube Mandiela   |                               |                         |
| Vaughn Manderbelt   |                   |                               |                         |
| Bjorn               |                   |                               |                         |
| Nallappat y Muñeco  | Anand Rajaram     | Francisco Javier Gracía Sáenz | Herman López            |
| Sarah               | Shoshana Sperling | Silvia Sarmentera             | Circe Luna              |
| Colton Steel        | Dwayne Hill       | Nacho Aramburu                | Héctor Moreno           |
| Stéphanel           | Peter Keleghan    | Rafael Alonso Naranjo         | Juan Alfonso Carralero  |

## Lista de episodios

### Temporada 1
1. Piloto
2. Combate improvisado de pesos pesados
3. Sheila necesita dormir
4. Constructor de confianza
5. Chatni relaxing
6. Un alce anda suelto
7. Monerías arriesgadas
8. Escapada romántica
9. Noche de póquer
10. Es el alcalde
11. La gran película
12. Mr. Crash Canyon
13. La maldición ocupa el lugar
14. Boda cancelada
15. Los tees que unen
16. La maldición del Mono
17. El primer beso de Jake
18. Sid nuestro salvador
19. A Vernon le gusta Carol y la tarta
20. Norm el vendedor
21. Cadena WNDL
22. Super engañados
23. Cañón basura
24. Un bombo en el cañón
25. La cólera de Vaughn
26. Menos de 127 horas